# Microdytes jaechi
Microdytes jaechi är en skalbaggsart som beskrevs av Wewalka 1997. Microdytes jaechi ingår i släktet Microdytes och familjen dykare. Inga underarter finns listade i Catalogue of Life.